# Kiruna (comune)
Kiruna è un comune svedese di 22 938 abitanti, situato nella contea di Norrbotten. Il suo capoluogo è la cittadina omonima. Con i suoi 20714,66 km² (di cui 19 371,12 coperti da terre e 1 343,54 da acqua) Kiruna è la più estesa municipalità d'Europa, ovvero il più grande comune d'Europa.
Nel territorio della municipalità sorge il Kebnekaise, la cima più alta della Svezia con 2 117 metri sopra il livello del mare. Nel comune di Kiruna si contano più di 6 000 laghi, il maggiore dei quali è il Torneträsk. 
Fra i fiumi che scorrono nel territorio, i maggiori sono Kalix, Torne, Lainio, Rautas e Vittangi, così come il Könkämä e il Muonio che segnano il confine con la Finlandia. Per preservare la natura quasi incontaminata della zona, agli inizi del 1909 venne costituito il Parco nazionale di Abisko, al confine con la Norvegia.

## Storia
Durante il XX secolo Kiruna era un insediamento minerario costruito nella parrocchia di Jukkasjärvi, a quei tempi un comune rurale. Un cosiddetto municipalsamhälle (che era una sorta di borgo istituito in un comune rurale per occuparsi di eventuali problemi di carattere urbano) fu istituito nel 1908. Con il tempo l'insediamento si è ingrandito (ha anche avuto una rete tramviaria) e si è deciso di farlo diventare città. Il 1º gennaio 1948 l'intera parrocchia di Jukkasjärvi è stata trasformata nella Città di Kiruna. Comprendendo anche la vasta zona desertica che circondava il piccolo paese, a quel tempo era considerato il comune cittadino più vasto del mondo. Poche altre città sono state costituite in Svezia, l'ultima nel 1951. Nel 1971 Kiruna è diventato un comune, come tutti gli altri e durante lo stesso periodo è stato unito a Karesuando.

## Geografia antropica
Nel territorio comunale sono comprese le seguenti aree urbane (tätort):
| # | Località     | Popolazione |
| - | ------------ | ----------- |
| 1 | Kiruna       | 18 154      |
| 2 | Vittangi     | 789         |
| 3 | Jukkasjärvi  | 519         |
| 4 | Svappavaara  | 394         |
| 5 | Kuttainen    | 364         |
| 6 | Karesuando   | 313         |
| 7 | Övre Soppero | 220         |

## Amministrazione

### Gemellaggi
- Arcangelo